# Sieh mich an
Sieh mich an ist der vierte Roman der deutschen Schriftstellerin Mareike Krügel. Er wurde 2017 im Piper Verlag veröffentlicht, zahlreiche Übersetzungen in andere Sprachen folgten.

## Handlung
Der Roman spielt an einem Freitag im Winter. Schauplatz ist Kiel, auf den letzten Seiten verlagert sich die Handlung kurz nach Berlin. Erzählt wird aus der Perspektive der etwa 40-jährigen Ich-Erzählerin Katharina Theodoroulakis. Ausgangspunkt des Buches ist die Entdeckung eines „Etwas“ in ihrer Brust, höchstwahrscheinlich ein Symptom für Brustkrebs. Die Hauptfigur geht davon aus, daran sterben zu müssen, und rekapituliert vor diesem Hintergrund ihr Leben.
Katharina hat Musik studiert, aber ihre Promotion abgebrochen, auch weil sie ihre Kinder großziehen musste, den inzwischen 17-jährigen Alexander (Alex) und die 11-jährige Helena (Helli). Ihr Mann, der griechischstämmige Architekt Costas, hat seit einiger Zeit einen Bürojob in Berlin, die beiden führen eine kriselnde Wochenendbeziehung.
In ihrer persönlichen Wahrnehmung hat Katharina nicht das erreicht, was sie erreichen wollte. Ihre Ambitionen, eine erfolgreiche Musikerin zu werden, sind dahingehend geschrumpft, dass sie, um etwas Geld hinzuzuverdienen, Kurse in musikalischer Früherziehung anbietet. Ihre Vorliebe für klassische Musik wird anhand immer wieder eingestreuter Kommentare zu bestimmten Lieblingsstücken verdeutlicht.
Bisher hat sie die Entdeckung des „Etwas“ in ihrer Brust für sich behalten, doch gegen Ende des Romans beschließt sie, es ihrem Mann zu sagen, und bricht überstürzt nach Berlin auf.

## Ausgaben und Übersetzungen
- Sieh mich an. Roman. Piper, München/Berlin 2017, ISBN 978-3-492-05855-1
  - Zie me staan (niederländische Übersetzung). Amsterdam: Ambo Anthos 2018
  - Un giorno quasi perfetto (italienische Übersetzung). Mailand: Mondadori 2018
  - Pose tes yeux sur moi (französische Übersetzung). Paris: NiL 2018
  - Look at me (englische Übersetzung). Melbourne: Text Publishing 2018
  - En nesten perfekt dag (norwegische Übersetzung). Oslo: Gyldendal 2019
  - En nästan perfekt dag (schwedische Übersetzung). Stockholm: Albert Bonniers Förlag 2019

### Rezensionen in deutschsprachigen Medien
- Andreas Platthaus: Schreibt Geld gute Bücher? In: Frankfurter Allgemeine Zeitung, 3. August 2017
- Petra Pluwatsch: Vom Leben als Mutter, in: Frankfurter Rundschau, 7. August 2017